# Propalaeocastor
Propalaeocastor — маловідомий вимерлий рід бобрів (родина Castoridae) з раннього олігоцену Європи та Азії. Нещодавно описаний матеріал про новий вид Propalaeocastor, P. irtyshensis, вказує на те, що цей рід є, ймовірно, найдавнішим відомим представником підродини Castorinae, яка включає всіх касторид, більш тісно пов'язаних із живими бобрами (рід Castor), ніж із вимерлим гігантським (рід Castoroides). Раніше Propalaeocastor був союзником більш базальних бобрів, таких як Agnotocastor і Anchitheriomys. За словами Ву та співавторів, Propalaeocastor, зокрема P. butselensis, є ймовірним предком більш відомого євразійського касторіна Steneofiber.